# عدنان الداعوق
عدنان الداعوق (1932 - 1986)، أديب وقاص سوري، عضو اتحاد الكتاب العرب، ولد في مدينة إدلب، بدأ حياته بكتابة الشعر، ثم إنصرف إلى كتابة القصة القصيرة، نشر أول قصة سنة 1950.
والده كامل أفندي إبراهيم الداعوق، كان من أوائل الخريجين العرب من كلية الحقوق بجامعة اسطنبول أو ما كان يعرف بجامعة الاستانة مكتب الحقوق الشاهاني عمل في سلك القضاء وتنقل بين مدن سوريا واقضيتها المختلفة.

## نشأته
ولد عدنان في مدينة إدلب وكان الأصغر بين اخوته، توفي والده وهو في سن الرابعة عشرة، بدأ عدنان بالرسم منذ الطفولة، ولكنه بدأ بالكتابة ولم يزل على مقاعد الدراسة يشجعه على المضي في ذلك الدرب أساتذته في ثانوية إبراهيم هنانو أمثال العمالقة خليل هنداوي، وزكي الارسوزي، وصدقي إسماعيل.
انتقل بعد وفاة والده إلى حمص وهو في سن التاسعة عشرة، عاش فيها واحبها وكان في ريعان شبابه.. تحسـس آلام هذه المدينة وتنسم آمالها وسطر أمجادها وبطولاتها فعاشت في كيانه فكراً وأدباً وتاريخاً وعطاء..يصورها أجمل تصوير في قصص يصوغها بأسلوبه العذب، رعى الشوق الذي تكنه مدينة ابن الوليد لأبنائها المغتربين والحنين الذي يجيش في نفوس أولئك المغتربين نحو موطنهم فساهم في تأسيس رابطة أصدقاء المغتربين فكانت له صلات وشيجة معهم فكان صديقاً للشاعر جورج صيدح وكان بينهما مراسلات لم تنقطع حتى فرقت المنون بينهما. كما كانت بينه وبين الأديب المهجري نظير زيتون صلات ودٍ ومحبة وقد بادله زيتون الإكبار والتقدير فقدم له كتابه (ذات الخال) القاهرة 1959
تزوج في العام 1960 من المربية الفاضلة السيدة أميمة هاشم الجندي وله منها ثلاثة أبناء خالد جاهد وزياد

## بداياته
نشر العديد من القصص والمقالات في الدوريات المحلية والعربية وخاصة في القاهرة وبيروت، شارك في المؤتمر الأول التأسيسي للادباء العرب الذي عقد في القاهرة عام 1958 وكان أصغر أعضاء المؤتمر سنا (28 سنة)، ثم شارك في المؤتمر الثاني عام 1959، وفي هذا الخضم المفعم بالأدب وبحرفية خاصة تدعمها موهبته الفذة بنى عدنان الداعوق جسورا من العلاقات مع شوامخ الادب العربي المعاصر أمثال يوسف السباعي، محمد عبد الحليم عبد الله، عباس محمود العقاد، إبراهيم ناجي، وغيرهم، وكان من المؤسسين الأوائل لاتحاد الكتاب العرب في سوريا إلى جانب عبد السلام العجيلي، قمر كيلاني، حسيب كيالي، اسكندر لوقا، شكيب الجابري، ياسين رفاعية، زكي المحاسني، نصر الدين البحرة، حسام الخطيب، فاضل السباعي، فرح مهاة الخوري، شاكر مصطفى، وغيرهم كثيرون.
كان وحدوياً ووطنياً إلى أبعد الحدود يتحسـس آلام أمته وما زال أبناء حمص يذكرون له مأثرة مساهمته في دعم الهلال الأحمر ونشاطه في جمع التبرعات بالدم لجرحى حرب لبنان. تعرض للسجن مرات عدة بعد انفصال الوحدة بين مصر وسوريا عام 1961 وبقيت الملاحقات الأمنية تقض مضجعه حتى فر إلى المملكة العربية السعودية عام 1977 وتوفي في الرياض 16 ديسمبر 1986

## أول إصداراته
بدأ كاتباً قصصياً في أواخر خمسينيات القرن العشرين مع إصدار مجموعته الأولى «ذات الخال» (1959) التي حفلت بخصائص القصة القصيرة، واعتنت بعناصرها الفنية، ولا سيما الحديث عن نماذج بشرية في حال معاناتها وقلقها من ضغوط الحياة ضمن أسلوبية تحليلية للواقع والنفس في آن واحد، ثم تتعمق القصة في رؤية المواقف في خضم المشكلات النفسية والاجتماعية.

## أعماله

### الدراسات والبحوث التاريخية
اهتم عدنان الداعوق بوضع الدراسات والبحوث التاريخية والنقدية عام 1968، فوضع كتابه «أبطال وأمجاد ـ سجل في تاريخ حمص الثوري عام 1925»(15) وهو تاريخ الثورة السورية الكبرى ضد الاحتلال الفرنسي، وأهدى الكتاب إلى أبنائه «خالد وجاهد وزياد وإلى أبناء هذا الجيل كافة الذي يلتمس خيوط النور ليصنع بها غده المشرق الوضاء».
ونقل في الكتاب قصة الأبطال كما أملاها الأحياء منهم «بصدق وأمانة، وبندب وجروح غائرة وكسور قد جبرت في غير انتظام، لأنه لم يكن لديهم الوقت الكافي للراحة، وحتى تجبر الكسور.. وبالرصاص الذي اخترق أجسادهم في أكثر من موضع.»
وقدم لكتابه بلمحة تاريخية، وحوى عدة فصول عن بداية الثورة ومعركة المزرعة ومعارك المسيفرة والغوطة والثورة في حماة وضرب دمشق وثورة النبك،  ثم خصص القسم الثاني الأكبر للثورة في حمص: بدايتها والتخطيط لها ـ ثوار حمص في النبك ـ ثوار حمص في الهرمل ـ أول معركة في المدينة ـ مجزرة خربة غازي ـ نظير النشواتي حياً ـ الأسطورة الخالدة ـ من هو خيرو الشهلا؟ ـ تحول وجه الثورة ـ ثوار حمص في معركة كفر بطحا ـ أشهر معارك المدينة ـ العودة إلى حمص ـ اعتقال نساء الثوار ـ واقعة السيباط ـ واقعة الفاخورة ـ مصرع الحاج دلال ـ انتقام الثوار ـ الثورة تحل مشاكل العمال ـ موقف رجال الدين من الثورة ـ اختطاف حسن إدريس ـ اختطاف ريف الحسيني ـ اختطاف عبد المجيد آغا سويدان ـ اختطاف صفا حاكمي ـ دور المدينة المشرف في حماية الثورة ـ آخر المواقع ونهاية الثورة.

### القصة
اعتنى عدنان الداعوق أيما عناية بشكل القصة الإتباعي الذي يهتم بعناصر البناء التقليدي من التقديم إلى العرض فالذروة فالخاتمة ضمن فضاء مفتوح على الاحتمالات في رؤية المشكلات الواقعية والوجودية التي تتمازج مع أمشاج اللامعقول أحياناً، وهو المناخ الأدبي السائد آنذاك لدى شيوع الفلسفة الوجودية وفلسفة العبث والتحليل النفسي.
وأشار الروائي نظير زيتون في مقدمته لمجموعة الداعوق الأولى «ذات الخال» إلى الخلجات الإنسانية والقبسات الوجدانية والرهرهات الاجتماعية منسابة على الأوراق وساجية الأحداق وهفافة الأشواق ووردية المذاق ورخيمة الأبواق في قصصه المنسابة انسياب الجدول الرقراق فوق اللآلئ الرِّقاق، بما يفيد شعرية القصة وإيمائيتها وبراعتها في الحب ولباقتها في السرد وطلاوتها في الأسلوب وتساميها في الغاية.
وأيد القاص والروائي المعروف محمد عبد الحليم عبد الله في تصديره للمجموعة إياها رأي زيتون على أن القصة عند الداعوق صورة شاعرية بحتة ليس فيها إلا حدود الصورة، ويكتمل مبناها الدلالي الثّر بسحر عنوانها، فقد توافر على سبيل المثال لقصة «أعمى» عناصر كثيرة للقص الرفيع «فحلاوة السرد وتناسقه وتوافق تموجاته واطراد البناء ووفرة عنصر التشويق، كلّها قائمة في هذه الأقصوصة.».

### التحليل النفسي
اهتم الداعوق بالتحليل النفسي لنماذجه البشرية تحت وطأة معاناتها من قلق الوجود واختلاط المشاعر والكرب الذاتي المقيم على نحو شديد التبسيط غالباً، فتتحدث قصة «التمثال» عن اندفاعة شاب في الخمرة إثر اليأس من الحبّ، ويتأسى الحبيب من خيبته عندما يخطف المرض محبوبته في قصة «القلوب عند بعضها»، وختم قصته بجذوة تحليله: «ولكنه رغم البعد وطول المسافة بينهما كان يردد في نفسه دائماً: إن من أحبّ أحداً لابدّ أن يكنّ له صاحبه نفس الحب، ولو لم يفصح له أو يقابله.. أو حتى لو فصلت بينهما رحاب الأرض الواسعة، فالقلوب عند بعضها دائماً.».
ويستغرق الداعوق في تأمل مشاعر الحبّ في حالاته المتأججة الصاخبة أو الهادئة، ففي قصة «عندما يخطئ الحب» تنغمر نفس الزوجة باعترافاتها عن نأي زوجها ومكنونها لشاب جذاب علقته ذات مرة في مصيف، وما زالت تتهجى لغة الحبّ المعذبة:«وعند المساء.. وكل مساء، عندما كنت أطل من نافذتي إلى الصخرة العالية، كنت أجد شبحاً يجثو هناك، عند أعلى الصخرة.. وكأنه عابد يكّفر عن ذنوبه وخطاياه في هيكل العبادة والتقوى.. فأهمس مع الليل همسة مؤلمة، وأقول:
- ويل للمرء عندما يخطئ الحبّ معه.»واستفاد الداعوق في مجموعاته القصصية اللاحقة من تيار الوعي والتداعيات الحرة وتشظية الزمن من خلال تثمير تقانات الاسترجاع في الإحاطة بالتجربة البشرية موضوع القص كما هو الحال مع قصتي «في الطريق» و«الساعة الخامسة» من مجموعته «السمكة والبحار الزرق» (1962)، وتهتم الأولى برصد أحزان زيارة قبر الأم، وتقوم الثانية على التداعي وفيض الذكريات لامرأة تأمل اللقاء المعسول بالحبيب.
وأشاد القاص والروائي الكبير عبد السلام العجيلي بقصص الداعوق التي تحمل كثيراً من سمات القصة الجديدة في تقديمه لمجموعة «السمكة والبحار الزرق»، فالقصة التقليدية تقدم للقارئ الحادثة، «في حين تقدم القصة الجديدة جوّاً، وهذا هو أهم الفروق التي تفصل بين مدرستي القصة في نظري.».
وتعالج قصة «السمكة والبحار الزرق» جو الضياع والتشرد والشذوذ عند فنان مقهور بالجنس ومغامر وإباحي وشاذ، هجر محبوبته التي حملت منه سفاحاً بطفلة اسمها «يولا»، ما لبثت أن ماتت في ميتم، غير أن المحبوبة المهجورة ظلت وفية لحبّه. ويتخلل المبنى القصصي الجديد التداعي والتعابث الزمني والتركيز على فضاء دلالات العلاقة الخاطئة به ومغامراته الشاذة الكثيرة في بلاده وفي الغرب، ويتمازج السرد مع حكاية ترميزية عن احتراق السمكة بالصاعقة عند ملاحقتها حبيبها الذي قضى بالصاعقة عند شاطئ مهجور أيضاً، ومحاولة البطل الفنان الانتحار لدى عودته إلى بلده ولقاؤه بمحبوبته والمضي بها إلى منزله ليرسم من جديد يولا جديدة.
وجدد الداعوق تقاناته القصصية في مجموعته الأخيرة «آدم والجزار» (1979) مثل الأخيولة (الفنطزة) والمجاز والسرد الطويل والسخرية كما في القصة التي تحمل اسم المجموعة، إذ يصير المبنى القصصي إلى تركيب مجازي وأخيولي مثير لمعان كثيرة من منطلق بحث آدم المستمر عن لقمة العيش، ويلاحظ هذا التركيب في الاسم «آدم» وسعي المرء إلى مناهضة ذوي السلطان الجزارين ونضال دون كيشوت برأيه بوصفه بائع لحم شريف، وتباين نظرته إلى أعمدة الحكمة السبعة من حاجات الإنسان الرئيسة «الماء والهواء والطعام والكساء وحفظ النسب وإتقاء الخطر وحسن المعاملة» إلى «اللحم» مكررة سبع مرات بلسان الجزار. ثم تناذر مفهوم الإنسان عند الجزار إلى تماهيات الوجه مع الأقنعة، حين «قال في ارتباك:
- أنت الإنسان.. وأنت المالك لآلاف الأقنعة على مرّ التاريخ».».
وختم القصة بالمجاز اللفظي الساخر لمفهوم الخروج عن القانون بأن قرر مجلس الإدارة تسريحه الفوري دون أي التزام أو رجوع عن القرار، مع تغريمه بالمصاريف وفرض العقوبات المنصوص عليها في القوانين المرعية ومصادرة أفكاره المنقولة وغير المنقولة.
وتتجاذب هذه القصة في استخدام تقاناتها مع قصة «الوجه والأقنعة»، فقد تحدث مع البائع عن عهده بأنه لن يتراجع عن كلمته، «وشرف الرجل من شرف الكلمة»، «ثم فكر في رحلة طويلة عبر الماضي، وتذكر قصة طريفة من طفولته عن تردد صديقه لأمه تسعى لتبديل صورتها الدميمة، وتتكاثر حالات الوجه والقناع والمظاهر والجوهر، فاللصوص سرقوا كل الأقنعة، وضحك الرجل طويلاً، ومشى وهو يقول:
- وسرقوا أيضاً وجهك الحقيقي دون أن تدري».
وتشير قصة «سرّ على الدانوب» إلى استغراق الإنسان في بحر أسراره بالنسبة إليه وبالنسبة إلى الآخرين، فقد التقى الراوي رجلاً في مصعد في بودابست أثناء زيارته للمجر، وأخبره أنه عربي مولود هنا، لأن والده هاجر إلى المجر وتزوج وأقام فيها، فتشوق الراوي إلى معرفة قصة حياته وحياة أبيه الرّحالة الجوال. وجلس في الكازينو، وكانت إلى جانبه فتاة وهي التي حيّته، أما هو فقد انتقد أمثالها وسلوكهن، واعتذر منها، لأنه على موعد مع صديق، وأخبرته أن الصديق هو الذي أرسلها إليه خوفاً من أن يضيق ذرعاً بالوحدة والانتظار.
ومضى معها وجلس، وعرف أن اسمه هانتوس، ورقصا على أنغام أغنية. ثم أشارت إلى صديقتها ايلينا، وتحدثا عن هانتوس وسرّه، فهو بولوني، وطلبت روزا أن تنام عنده، ورفض عرضها، ونصحه الساقي بالابتعاد عنها، ليصرح له أنها ابنته، وفوجيء أن عامل المصعد مقتول، وقرأ في اليوم التالي في الطائرة أن الشاب انريكو إسباني، وثمة حدث غامض في سبيله للكشف. فكانت النتيجة بتأملها العميق والفسيح:
«أغمضت عيني، بعد أن ودّعت من نافذة الطائرة صور العاصمة الجميلة ذات الثمانية جسور، وذانوبها الغارق في بحر من الأسرار.»

## مجمل إصداراته
تتسع قصص الداعوق للإيحاءات والرموز ونبرات اللامعقول والأحلام وأحلام اليقظة والكوابيس في تقصي مشكلات نماذجه البشرية الذين يخوضون في الإباحة والشذوذ والجرأة وقد تراءت لهم أطياف الفضيلة في وسط حمأة الرذيلة.
أصدر 17 مجموعة قصصية وروايتين منها:
1. - 15 قصة سورية. القاهرة 1957.
2. - ذات الخال. قصص. القاهرة 1959.
3. - وحدة الحب. رواية. بيروت 1959.
4. - ستشرق الشمس زرقاء. قصص. القاهرة 1961.
5. - 15 قصة من حلب. بيروت 1962.
6. - السمكة والبحار الزرق. قصص. بيروت 1964.
7. - مدينة العبيد. قصة مطولة. مدريد 1967.
8. - من روائع القصص العربي الحديث. مدريد 1968.
9. - أبطال وأمجاد. سجل في تاريخ الثورة السورية. حمص 1968.
10. - نظير زيتون الإنسان. دراسة في حياته وأدبه (تحرير وجمع). دمشق 1968.
11. - أزهار البرتقال. قصص. دمشق 1969.
12. - قارب الرحيل. قصص. تونس 1975.[22]
13. - آدم والجزار. قصص. دمشق 1979.[23]
14. - الغد والأحلام. قصص الرياض 1984.
15. - عدنان الداعوق: أبطال وأمجاد ـ سجل في تاريخ حمص الثوري عام 1925. مطبعة الأندلس ـ حمص 1968.
16. - آدم والجزار. قصص. منشورات اتحاد الكتاب العرب ـ دمشق 1979.